# Bahnhof East Perth

Der Bahnhof East Perth ist ein Bahnhof in der australischen Großstadt Perth. Der kapspurige Bahnhofsteil trägt den Namen East Perth, der normalspurige Endbahnhof der transaustralischen Eisenbahnverbindung wird als East Perth Terminal bezeichnet. Er ist unter anderem der westliche Endpunkt des Indian Pacific aus Sydney.

## Geschichte
1961 wurde der Railways (standard gauge) construction act verabschiedet, der eine durchgehende transaustralische Eisenbahnverbindung nach Sydney für den Personen- und Güterverkehr vorsah. Im Zuge dessen wurde die Bahnstrecke Perth–Kalgoorlie auf dem gesamten Gebiet des Bundesstaats Western Australia mit einem Dreischienengleis ausgestattet. Für den normalspurigen Personenverkehr wurde auf dem Gelände des ehemaligen East Perth-Lokomotivdepots das East Perth Terminal als Endbahnhof errichtet. An derselben Stelle wurde die Kapspurstrecke durch einen zweigleisigen Bahnhof mit dem Namen East Perth ergänzt, um die Anbindung ans Stadtzentrum und dem dortigen Bahnhof Perth zu verbessern. Der bisher als East Perth bezeichnete, 1883 eröffnete Trennungsbahnhof zwischen der Eastern Railway und der South West Main Line wurde in Claisebrook umbenannt.

## Bahnanlage

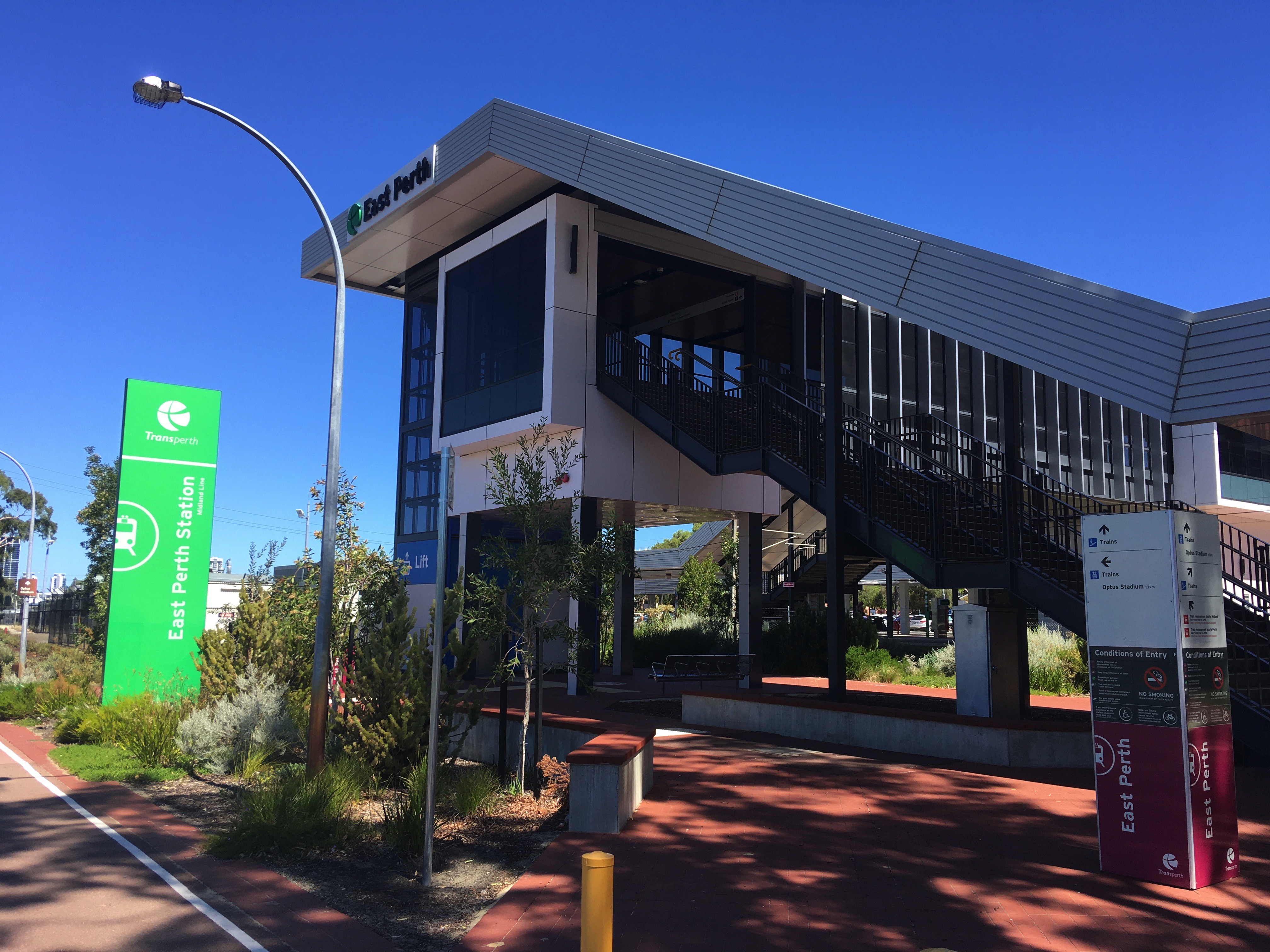
Der Osteingang des kapspurigen Bahnhofsteils

Der Bahnhof besteht aus zwei Teilen: Die zwei kapspurigen Gleise des Transperth-Netzes liegen an einem Mittelbahnsteig, direkt anschließend folgt der 650 Meter lange Bahnsteig des East Perth Terminal mit einem normalspurigen Bahnsteiggleis. Verbunden sind die beiden Bahnsteige mit einer Passarelle. Zwischen dem normalspurigen und dem westlichen kapspurigen Bahnsteiggleis existiert noch ein bahnsteigloses Normalspurgleis, das für das Umfahren des Indian Pacific mit der Lokomotive genutzt wird.
Das normalspurige Gleis endet als Auszug nördlich des Graham Farmer Freeways unmittelbar östlich der Transperth-Haltestelle Claisebrook.

## Bahnverkehr
Journey Beyond
Journey Beyond bedient East Perth als Endpunkt der Indian Pacific-Zugverbindung zur Sydney Central Station über Adelaide Parklands Terminal. Bis 1991 endete hier auch der Trans-Australian.
Transwa
Transwa nutzt das East Perth Terminal als Endpunkt der zwei normalspurigen überregionalen Zugverbindungen Prospector (East Perth–Kalgoorlie) und MerredinLink (East Perth–Merredin)
Transperth
Im kapspurigen Teil halten die Züge der beiden Transperth-Linien Midland Line (Midland–Perth mit Durchbindung auf die Fremantle Line nach Fremantle) und Airport Line (Claremont–Perth–Flughafen Perth). Per Dezember 2024 folgt mit der Ellenbrook Line von Perth nach Ellenbrook ein drittes Angebot.